# X 2100
,,
Les X 2100 sont une série d'autorails mono-caisse de la SNCF construits entre 1980 et 1983 et dont les dernières unités ont été retirées du service en 2018. Quatre unités acquises par les régions sont numérotées dans la série des X 92100.
Ils s'inspirent de la longue lignée des éléments automoteurs diesels, et notamment les X 4750. Ils représentent, avec la catégorie très proche des X 2200, les derniers engins avant la génération moderne de matériels TER. Leur puissance jugée insuffisante et leur moteur trop polluant valent à une grande partie de la série d'être re-motorisée dans les années 2000, ce qui s'accompagne pour les unités traitées d'une rénovation des espaces intérieurs et l'adoption de la livrée TER « institutionnelle » bleue et grise.

## Genèse de la série
En 1977 la livraison par ANF des éléments automoteurs diesel (EAD) approche de son terme mais il reste encore des reliquats des anciennes séries de X 2400, X 2700 (RGP2) et X 3800 à amortir dans un contexte où malgré tout, les besoins quantitatifs d’autorails ont tendance à diminuer, où en tout cas, à changer de nature car le trafic de petites lignes secondaires est transféré sur route alors que la desserte de celles qui subsistent doit se faire avec un matériel mieux adapté. En outre, les EAD composés de deux caisses présentent parfois une surcapacité par rapport aux relations qu'ils effectuent. Enfin, la radiation des anciens autorails laisse inemployées des remorques unifiées qui ont encore un important potentiel kilométrique.
Pour concilier ces objectifs, la SNCF passe commande auprès d’ANF, le 16 décembre 1977, de cinquante exemplaires d’un nouvel autorail mono-caisse et monomoteur. Construit sur le même principe que les EAD avec moteur et transmission sous plancher, son style doit s’apparenter à celui des nouvelles remorques « Massif central » (XR 6000) qu’il est amené à tracter. Le niveau de confort se doit d’être meilleur que celui des EAD, notamment sur des voies parfois imparfaites, et les performances proches de celles des X 4750.

## Description

### Autorail d'origine

#### Caractéristiques techniques
La série des X 2100 profite de techniques déjà éprouvées sur des matériels en service. La caisse est autoportante avec des boucliers de protection aux extrémités et des faces en polyester comme sur les ETG et les RTG ; le moteur, sous la caisse, est le Saurer S 1 DHR qui équipe déjà les X 4750 ; la transmission hydraulique Voith 420 R est également identique et les bogies, de la même famille que ceux des RTG, offrent une très bonne qualité de suspension.
D'autres caractéristiques sont par contre innovantes ou représentent une amélioration de techniques éprouvées. Le frein hydrodynamique déjà employé sur les turbotrains est rendu plus efficace. Les autorails peuvent circuler en unités multiples entre eux et avec les X 2200 ou les X 2800 rénovés ; ils peuvent être jumelés avec toutes les autres séries d'autorails en service. L'équipement électrique permet l'alimentation de quatre remorques XR 6000. L'emplacement des portes d'accès aux plateformes, au droit de l'axe des bogies, permet de fixer sur ces derniers une partie de l'emmarchement ; ces portes, d'un nouveau modèle, peuvent s'ouvrir quelle que soit la hauteur du quai.
Par contre, le style de l'appareil ne fait pas l'unanimité chez les stylistes de l'époque comme Jacques Cooper ou Roger Tallon. La forme de la caisse cubique et surtout le profil plat de l'avant de l'engin, peu aérodynamiques, ainsi que la motorisation d'origine un peu faible dégradent les performances de l'engin, notamment lorsqu'il tracte une remorque ; dans ces conditions de circulation, à puissance égale, il pèse 9 % de plus qu'un X 4750 et il lui arrive de ne pouvoir atteindre sa vitesse maximale de 140 km/h.

#### Aménagements intérieurs et livrées
L'X 2100 se distingue de la grande famille des EAD dans la conception de ses espaces intérieurs. Les banquettes accueillant cinq voyageurs par rangée sont remplacées par quatre fauteuils individuels avec couloir central. Deux salles de seconde classe encadrent, au centre de l'autorail, un compartiment de huit places de première classe, des toilettes et un local technique (groupe de refroidissement du moteur, échappement). Toutefois, le tuyau d'échappement, accolé au compartiment de première classe, et le moteur placé sous le plancher de celui-ci engendrent un manque de confort pour ces passagers : sur la série dérivée des X 2200, le déplacement du compartiment de première classe en extrémité de caisse remédie à cet inconvénient. Par déplacement d'une cloison pivotante, la taille de la cabine de conduite non utilisée pendant la marche peut être réduite, comme sur le matériel articulé du métro, ce qui permet d'agrandir l'espace de stockage des bagages. L'exploitation de l'autorail par un seul agent, le conducteur assurant également la vente des titres de transport lors de la montée des voyageurs, était envisagée par la SNCF mais ne sera pas mise en application, en raison de l'hostilité du personnel.
La livrée d'origine des X 2100 est identique à celle des remorques dites « Massif central » et des X 2800 rénovés, alliant le bleu anglais au gris ardoise et au gris argent. Les trois exemplaires appartenant à la région Pays de la Loire reçoivent une livrée spécifique jaune orangé et blanc, en harmonie avec celle des RTG qui assurent alors la transversale Nantes-Lyon. Lors de la mise en place des livrées TER individualisées, des autorails sont repeints en « vert perroquet » (Bretagne) ou « bleu isabelle » (Pays de la Loire).

Livrées des X 2100 avant rénovation.
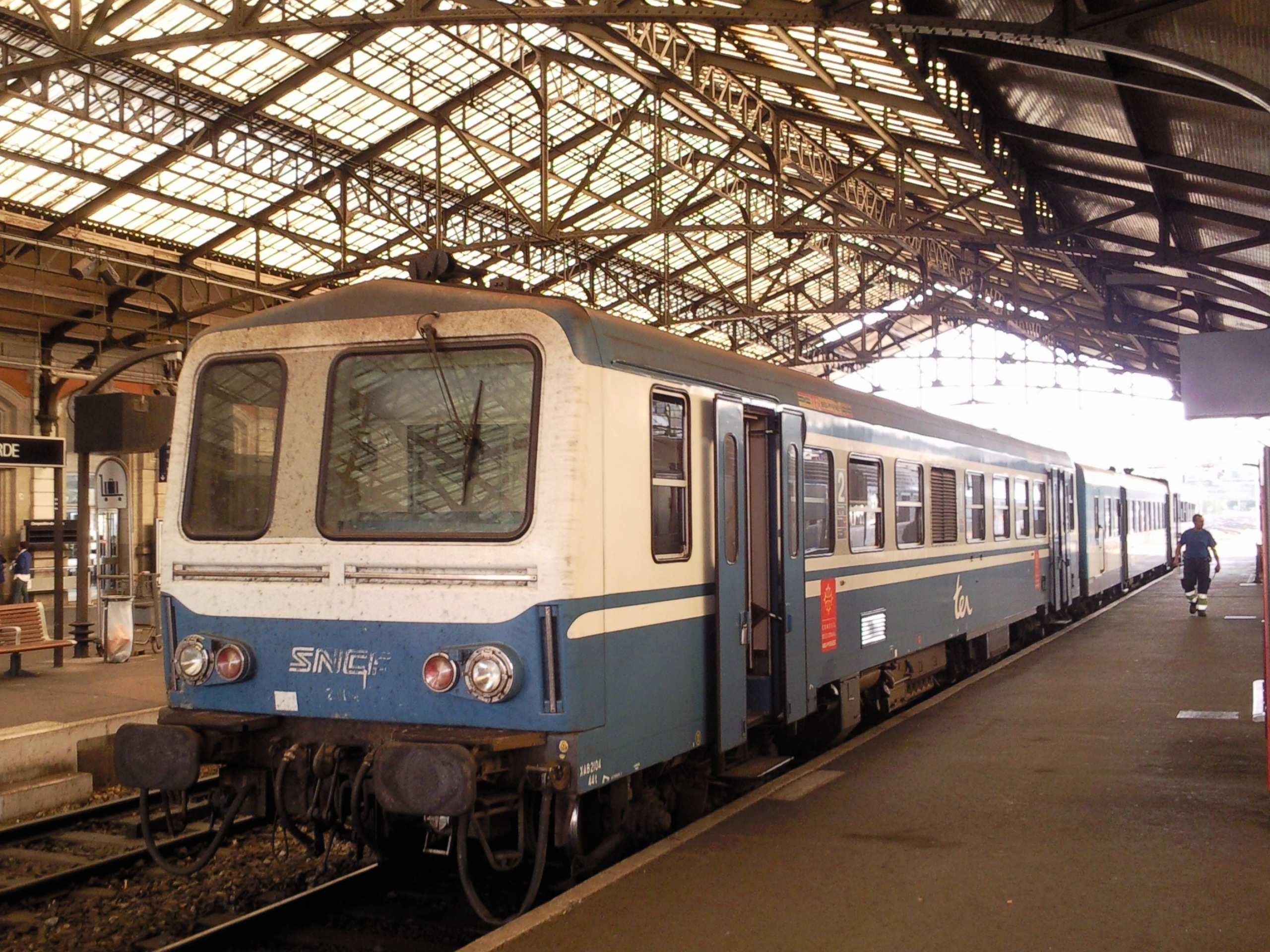
L'X 2104 en livrée d'origine en gare de (Brive-la-Gaillarde, en 2008).
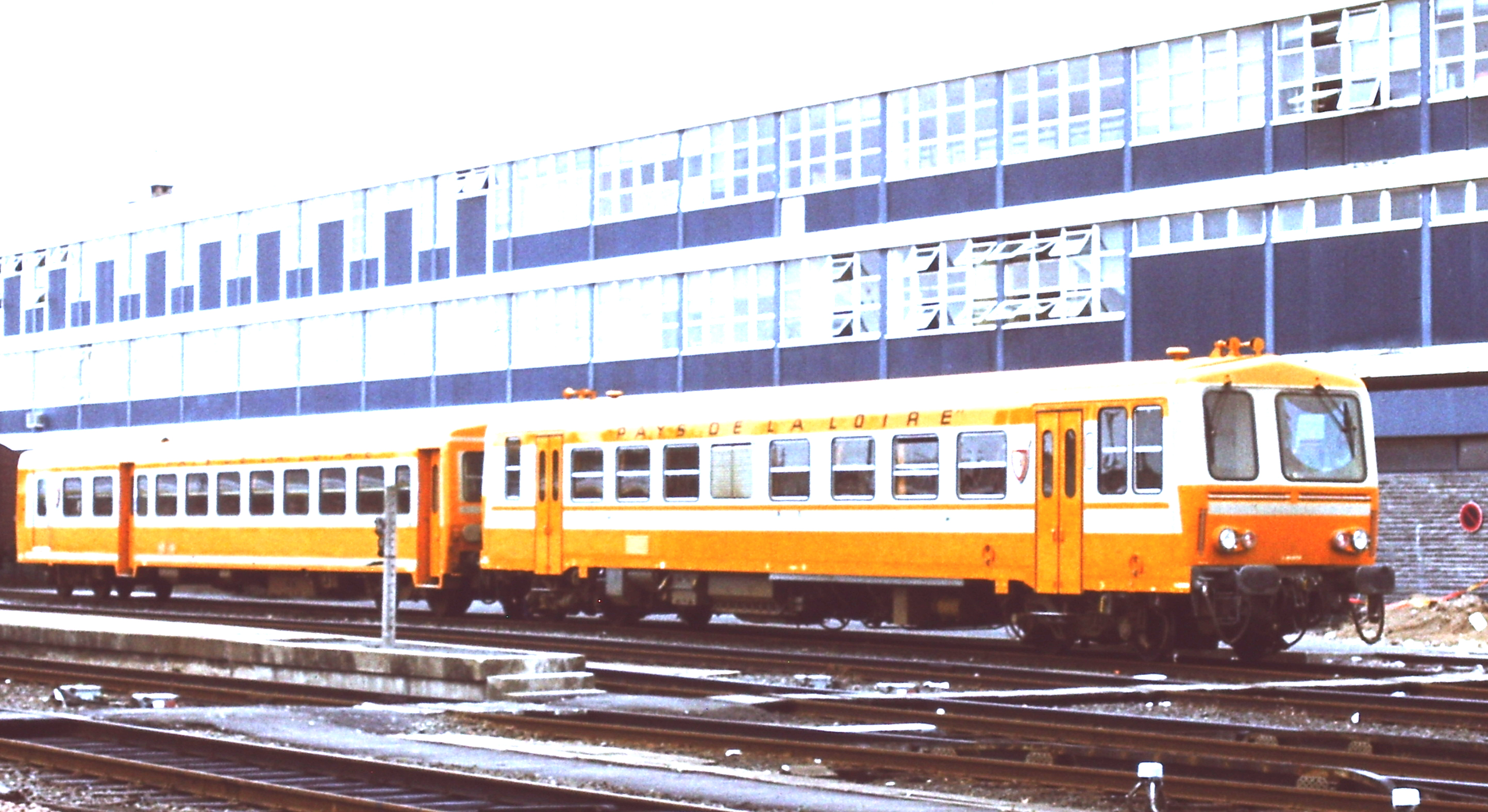
Un engin en livrée « Pays de la Loire » à Nantes.
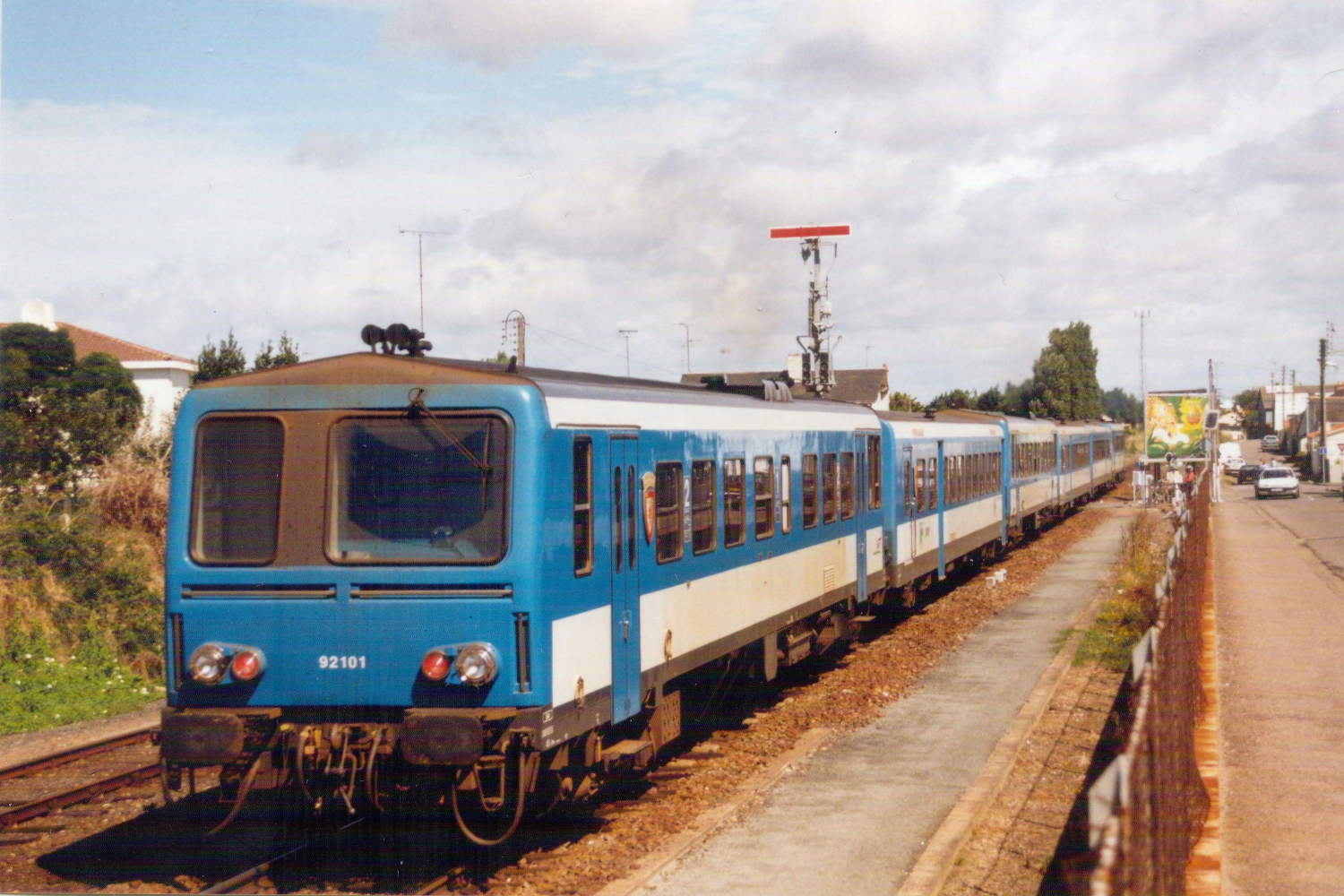
L'X 92101 en livrée « bleu isabelle » aux Les Sables-d'Olonne, en 1999.
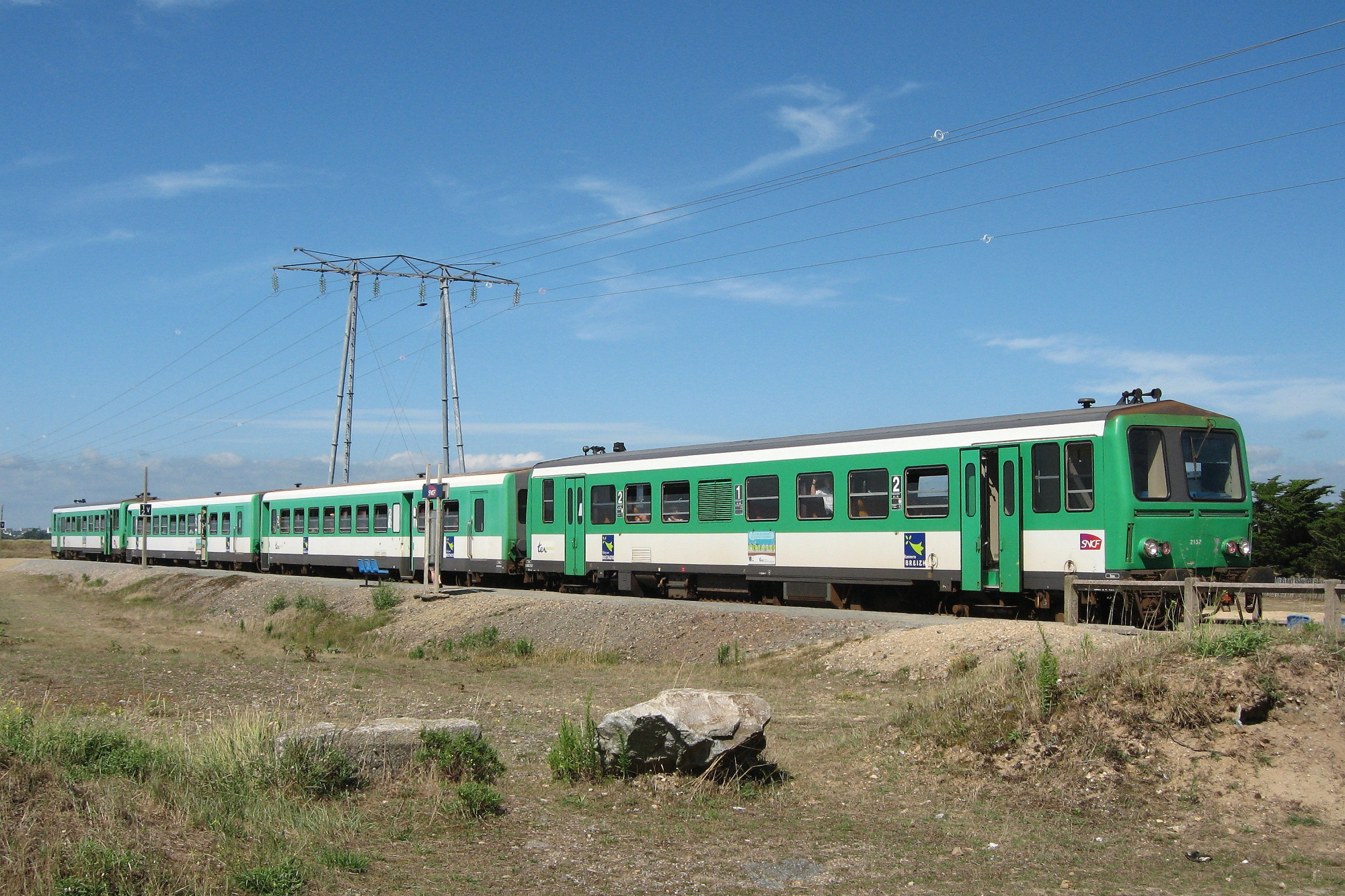
L'X 2137 en tête d'une composition « vert perroquet » aux Sables-Blancs, en 2008).

### Re-motorisation et rénovation

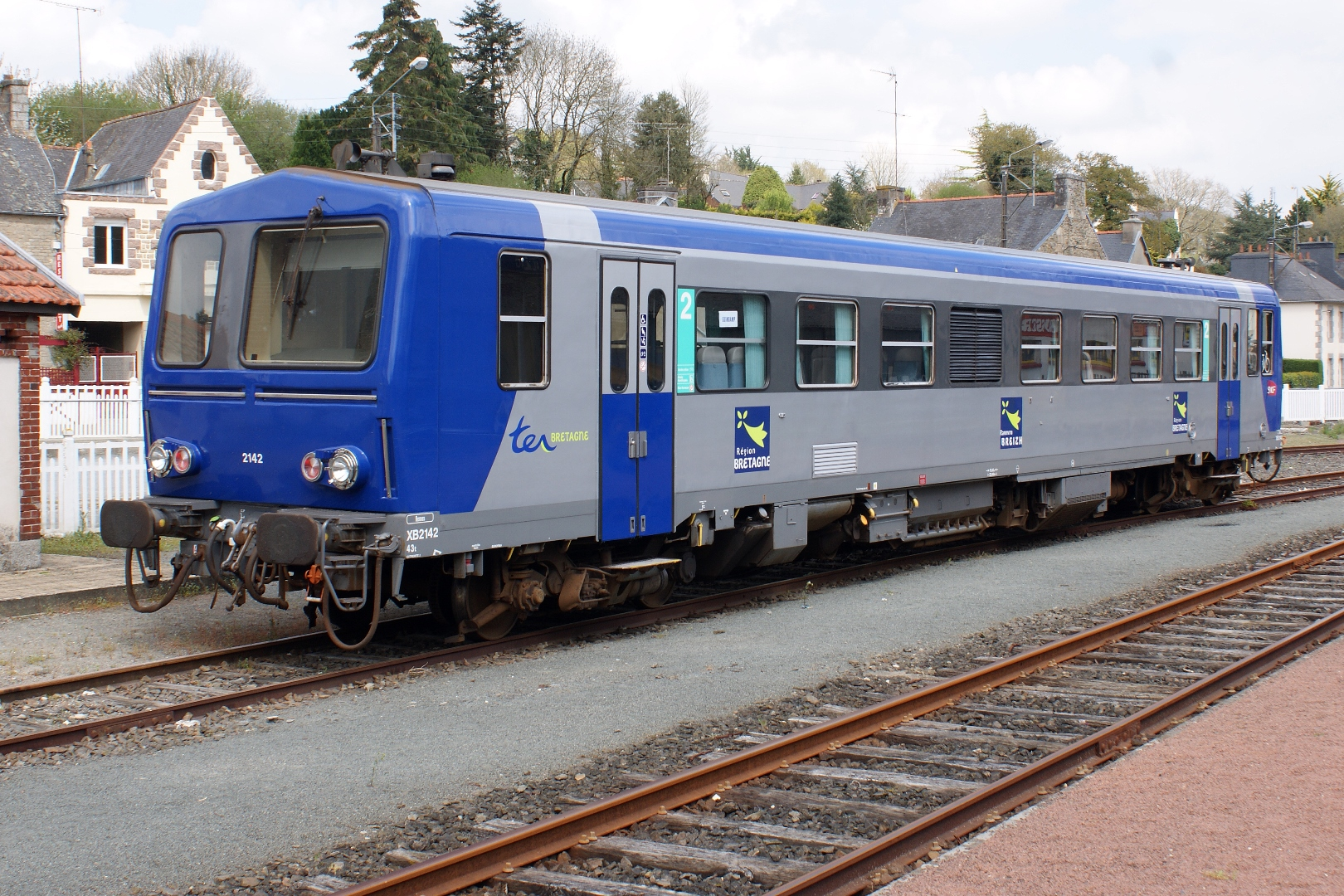
L'X 2142 rénové en gare de Callac.

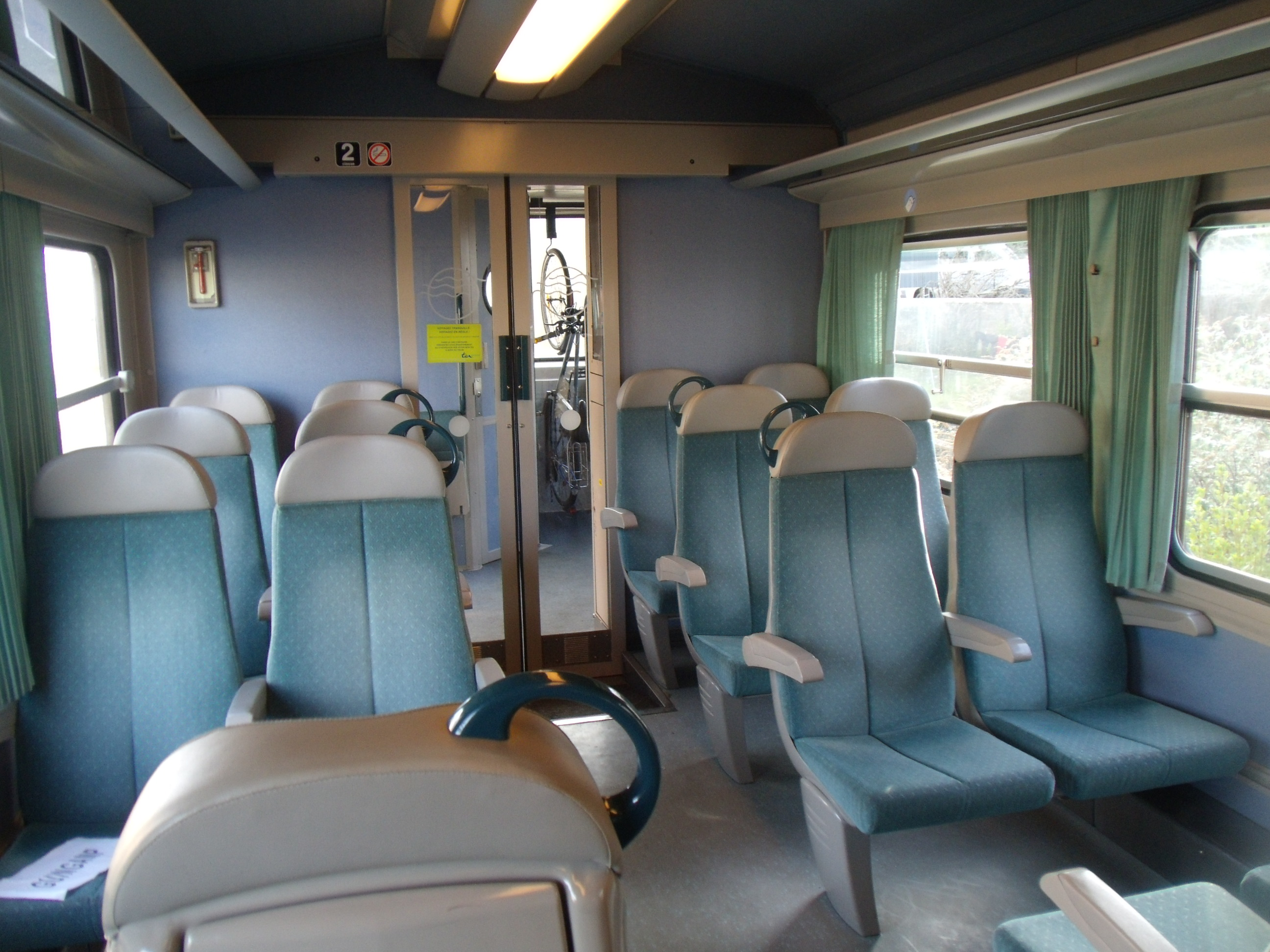
Espace de seconde classe d'un X 2100 rénové.

À la fin des années 1990, les moteurs Saurer des X 2100 posent des problèmes de maintenance, de vibrations, de consommation et de pollution. La décision est prise de les remplacer sur tout ou partie du parc, qui arrive à mi-vie. Un moteur déjà utilisé sur des engins de travaux publics et des camions est retenu. Il s'agit du moteur MAN 2842 LE à douze cylindres en V et avec turbocompresseur. Pouvant développer jusqu'à 588,8 kW, il est limité sur les X 2100 à 478,4 kW pour rester compatible avec la boîte de vitesses existante sur les autorails. L'X 2131 sert de prototype à cette re-motorisation réalisée en janvier 2001 sur la base d'un kit « prêt à monter » réalisé par Socofer. Cette opération se révélant un succès une fois des ajustements effectués, il est décidé de l'étendre à l'ensemble de la série (sauf douze exemplaires, radiés en priorité) à partir de 2003.
En 2006, la région Midi-Pyrénées décide de moderniser vingt autorails X 2100 qui circulent sur son territoire. En 2010, la région Bretagne fait de même avec ses 21 engins. Cette modernisation, appelée OPCE (opération confort esthétique) accompagne la re-motorisation déjà évoquée. Les espaces voyageurs sont réorganisés, un espace pour personnes à mobilité réduite est créé, le tissu remplace le skaï dans le revêtement des sièges et une moquette est placée au sol. Les autorails ainsi traités reçoivent la livrée TER institutionnelle, bleue et à deux tons de gris.

## Carrière
Du 17 au 20 juin 1980, l'X 2101, prototype de la série, effectue des essais avec deux remorques XR 6000 et l'X 2848, tous en livrée bleue et blanche, sur la ligne des Alpes. L'X 2101, alors affecté au dépôt de Lyon-Vaise, effectue des essais sur les lignes Lyon - Grenoble, Grenoble - Montmélian et Grenoble - Monestier-de-Clermont. À la suite de ces essais qui démontrent leur incapacité à tirer plusieurs remorques en fortes rampes, les X 2100 sont affectés à d'autres dépôts desservant des lignes à profil moins difficile, comme celui de Limoges ou de Rennes.
La mise en service des 50 exemplaires de la série (X 2101 à 2150) pour le compte de la SNCF en cours de construction en 1979 intervient entre le 17 janvier 1980 et le 9 juin 1983. La région Pays de la Loire acquiert, de son côté, trois autorails (X 92101 à 92103) qu'elle loue à la SNCF et qui sont mis en service en 1980. En 1982, la région Midi-Pyrénées rachète à la SNCF le X 2133 renuméroté X 92104. Ce sont donc au total 53 autorails au type X 2100 qui sont construits.
Le 8 septembre 1997 l'X 2149 heurte un camion-citerne sur un passage à niveau à Port-Sainte-Foy-et-Ponchapt,. L'incendie qui se déclare alors fait plusieurs victimes et l'autorail, non réparable, est radié en 2003. Les derniers engins encore en activité, en circulation en Bretagne, sont radiés le 25 mai 2018 après avoir effectué leur dernier train sur Rennes - Retiers le 9 mars 2018. Il n'y a plus, à cette date, d'autorail SNCF équipé d'organes de tamponnement et d'un attelage, apte à tracter des remorques.

### Relations assurées
Au cours de leur carrière, les X 2100 et les X 92100 ont circulé sur les lignes de plusieurs régions,,.

#### Auvergne
- Ligne des Cévennes[20],[21]

- Mende - La Bastide[20],[21]

#### Bretagne[21]
- Rennes à Saint-Malo - Saint-Servan (avant l'électrification)
- Saint-Brieuc – Dinan – Dol-de-Bretagne – Lison – Caen
- Quimper – Auray
- Saint-Malo – Granville  (desserte estivale Ligne de Baie)
- Auray à Quiberon (desserte estivale baptisée le « Tire Bouchon »)
- Auray à Pontivy (desserte estivale baptisée le « Blavet'Océan »)
- Rennes à Châteaubriant
- Plouaret à Lannion
- Saint-Brieuc à Pontivy (avant les fermetures successives)
- Morlaix à Roscoff (avant la fermeture en 2018)
- Nantes  – Ligne_de_Savenay_à_Landerneau – Brest
- Rennes à Redon

#### Centre (en détachements de Rennes[22]avant l'arrivée desX 2200)
- Tours - Châteaudun

#### Franche-Comté[20]
- Ligne d'Andelot-en-Montagne à La Cluse[20]

#### Haute-Normandie
- Ligne de Bréauté-Beuzeville à Fécamp[23]

#### Languedoc-Roussillon
- Carcassonne à Rivesaltes[24] jusqu'à leur remplacement par des X 73500 en 1999.
- Perpignan à Villefranche

#### Limousin
- Ligne de Limoges-Bénédictins à Angoulême[25]

#### Midi-Pyrénées
- Toulouse - Rodez
- Toulouse - Mazamet
- Rodez - Brive-la-Gaillarde

#### Pays de la Loire
Principalement les X 92100, parfois en pool avec des X 2100 de Bretagne.
- Nantes - Angers[21] (avant l’électrification de l’Étoile de cette dernière ville)
- Nantes - Cholet[26],[27]
- Nantes - Le Croisic[26],[27]
- Nantes - Redon[26],[27]
- Nantes - Les Sables-d'Olonne[21]

#### Rhône-Alpes
- Lyon-Perrache - Villard-les-Dombes - Bourg-en-Bresse - Oyonnax[20],[21]

### Établissements Publics Régionaux[21],[25],[26],[27],[28],[29],[30],[31]
Seuls six d'entre eux ont compté des X 2100 à leurs effectifs : Lyon-Vaise, Nantes,,,,,, Rennes,,,,,,,, Toulouse,,,,,,, Limoges,,, et Saintes,,. Les trois premiers ont réceptionné l'ensemble des autorails sortant de construction, les trois autres en recevant à l'occasion de mutations.
Au 27 mai 2018, plus aucune supervision technique de flotte (STF) ne possède cette série.

## Préservation

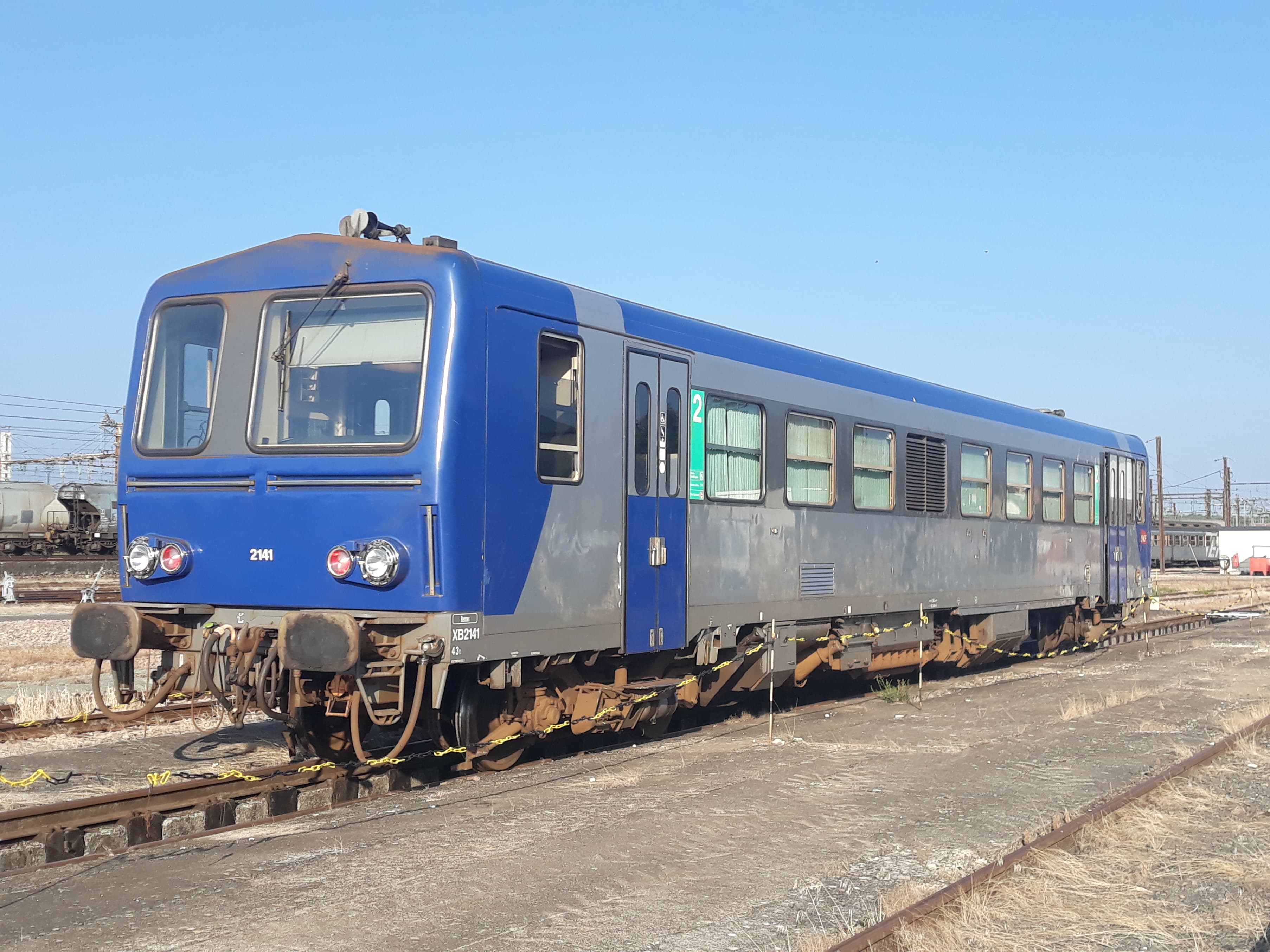
L'X 2141, dans les premiers mois de sa restauration, au dépôt de Vierzon.

- X 2115 : Chemin de fer touristique du Haut Quercy[32]
- X 2124 : Préservé par le CFTST Autorails de Touraine au dépôt de Vierzon[33]
- X 2135 : TRANSVAP[34]
- X 2137 : Chemin de fer touristique du Haut Quercy[32]
- X 2139 : Chemin de fer de la Vendée
- X 2140 : Chemin de fer de Centre Bretagne [35]
- X 2141 : Préservé par le CFTST Autorails de Touraine au dépôt de Vierzon[33]
- X 2144: Chemin de fer touristique du Sud des Ardennes  [35]
- X 2145 : Chemin de fer touristique du Haut Quercy[32]

## Modélisme
- La firme Lima a produit cet autorail en H0.
- Le modèle Lima a ensuite été repris par Jouef en 2013. La motorisation, la transmission et l'électronique ont été revus[36]. Depuis, la firme Jouef décline son modèle et sort régulièrement de nouvelles versions[37]
- À l'échelle N l'artisan Rémois Stéphane Levaux sous le nom de MISTRAL a commercialisé cet autorail en 1984[38].

## Galerie de photographies

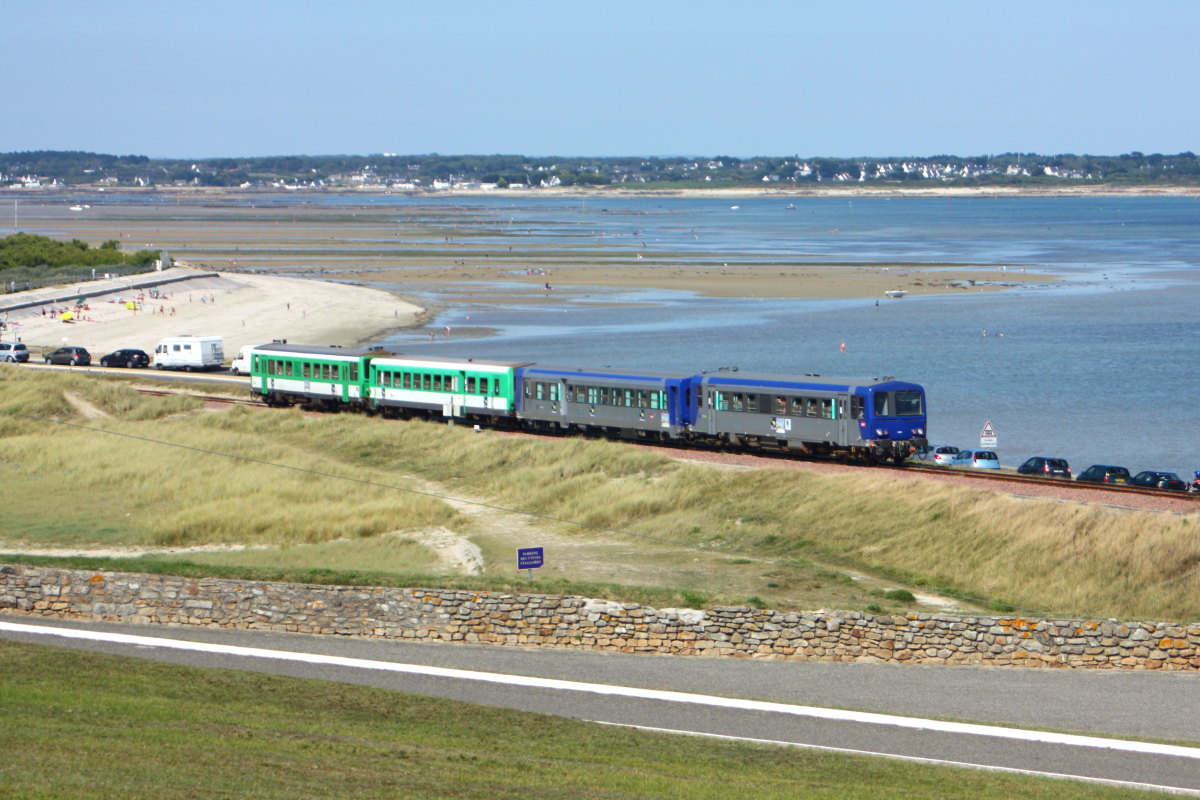
Deux X 2100 encadrant deux remorques XR 6000 passent au niveau de l'isthme de Penthièvre, entre Auray et Quiberon.
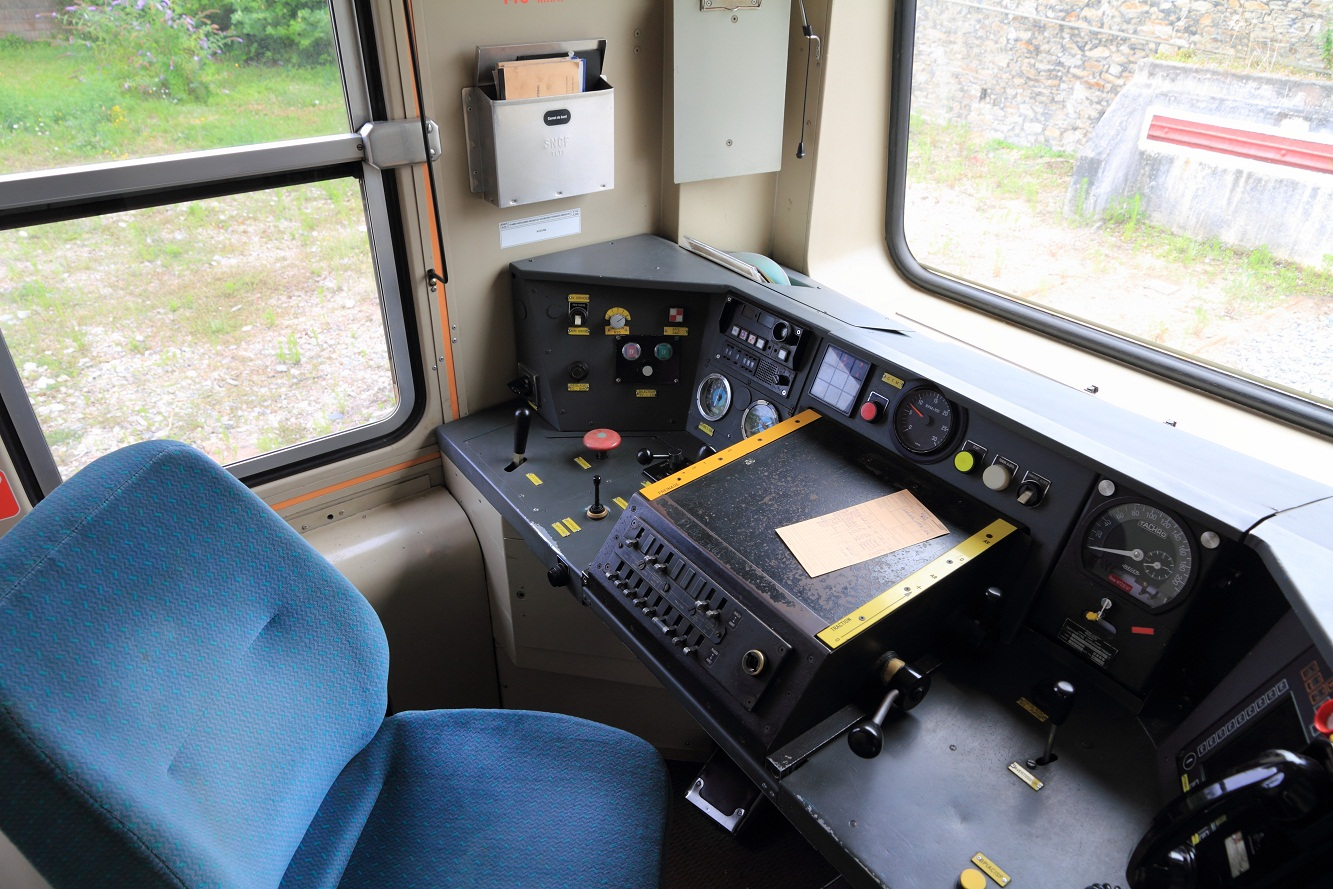
Poste de conduite d'un X 2100 à Quiberon.
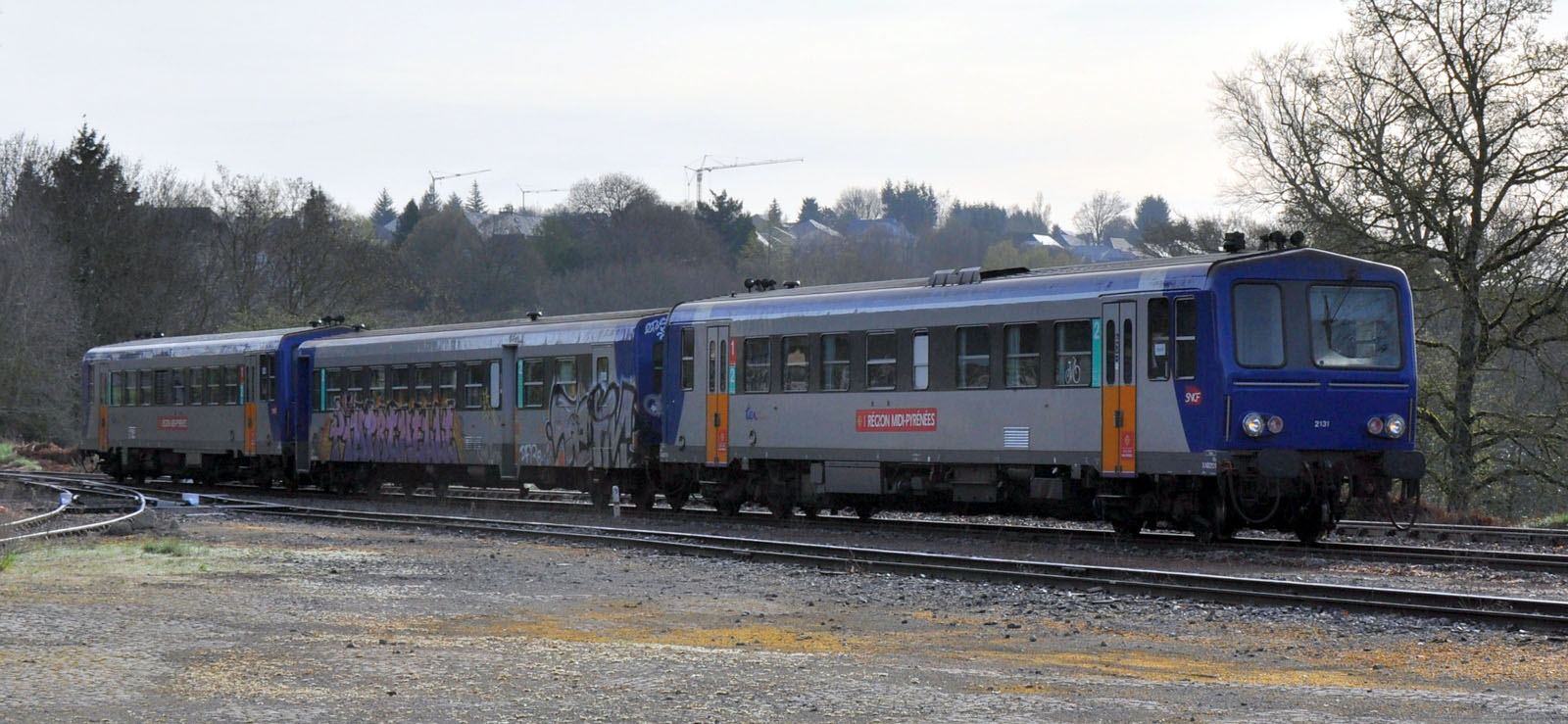
TER Rodez-Toulouse composé des X 2131 en tête et 2119 en queue encadrant une remorque XR 6100, taguée.